# Sugar City (Colorado)
Sugar City é uma cidade  localizada no estado americano de Colorado, no Condado de Crowley.

## Demografia
Segundo o censo americano de 2000, a sua população era de 279 habitantes.
Em 2006, foi estimada uma população de 263, um decréscimo de 16 (-5.7%).

## Geografia
De acordo com o United States Census Bureau tem uma área de 1,0 km², dos quais 1,0 km² cobertos por terra e 0,0 km² cobertos por água. Sugar City localiza-se a aproximadamente 1312 m acima do nível do mar.

## Localidades na vizinhança
O diagrama seguinte representa as localidades num raio de 32 km ao redor de Sugar City.